# Jasion
Jasion (grč. Ἰασίων,) je u grčkoj mitologiji smrtnik (prema Homeru, dok neki navodi kazuju da je bio jedan od Titana), sin Zeusa i Elektre, brat Dardanov, koji je bio Demetrin ljubavnik. Plod te ljubavi su blizanci Plut, bog bogatstva, i Filomel, bog zemljoradnje. Imao je i smrtnog sina Koribasa, čija je majka nepoznata.

## Mitologija
Na vjenčanju Kadma i Harmonije, Demetra se zaljubila u naočitog Jasiona. Kada mu je prišla u svoj svojoj božanskoj ljepoti, Jasiona su obuzeli isti osjećaji. Zaneseni, napustili su svečanost, zaputili se u tri puta izorano polje i tamo vodili ljubav. Kada su se vratili, srditi Zeus (koji je prema Demetri gajio skrivene osjećaje) je vidio zemlju na Demetrinim leđima, shvatio što se dogodilo i na licu mjesta munjom usmrtio nesretnog Jasiona. Demetra je zadrudnjela, te rodila njihovoe sinove Pluta, koji je, prema Aristofanu koji je o njemu napisao komediju, izrastao u dobrog boga, koji je putovao svijetom čineći neke ljude beskrajno bogatima, a druge vječno siromašnima, i Filomela koji je izumio plug.
Prije ovog događaja, Jasion je otputovao na otok Samotraki, gdje osnovao mistične obrede.